# Larisa Iordache
Larisa Andreea Iordache (Bukarest, 1996. június 19. –) többszörös Európa-bajnok, világbajnoki ezüst- és olimpiai bronzérmes román tornász.

## Életpályája
Larisa Iordache sportolócsaládba született: édesapja és bátyja labdarúgó volt, édesanyja kézilabdázott.
Négy éves korában a Bukaresti 7 sz. Dinamo Iskolai Sportklubban Mariana Câmpeanu irányítása mellett kezdett tornázni.
2008-ban került Dévára a junior válogatottba, ahol Ramona Micu, Adela Popa, Lăcrămioara Moldovan és Claudiu Moldovan voltak az edzői.
Példaképe Nadia Comăneci.

### Juniorként
Első országos juniorbajnoki címeit 2007-ben egyéni összetettben és talajon szerezte. 2008-ban a csapattal, illetve egyéniben ugrásban, 2009-ben a csapattal, illetve egyéni összetettben, 2010-ben mind a négy szeren, illetve egyéni összetettben is ő volt az országos junior bajnok.
Első jelentős nemzetközi versenyén, a Birminghamben megrendezett junior Európa-bajnokságon 2010-ben vett részt, és rögtön bajnoki címet is szerzett talajon, továbbá egy-egy ezüstöt a csapattal, illetve gerendán, valamint bronzot egyéni összetettben.
A 2011. évi nyári európai ifjúsági olimpiai fesztiválon Trabzonban öt érmet szerzett, ebből három arany (egyéni összetettben, gerendán és talajon) és kettő ezüst (ugrásban és felemás korláton).

### Felnőttként

#### Országos eredmények
2013-ban a Bukaresti CS/CSS Dinamo klub csapatával és egyéniben talajon ezüstérmes, egyéni összetettben, felemás korláton és gerendán országos bajnok volt.
2014-ben egyéni összetettben, ugrásban, felemás korláton és talajon volt országos bajnok, gerendán pedig ezüstérmes.
2015-ben a Bukaresti CS/CSS Dinamo klub csapatával valamint egyéniben felemás korláton, gerendán és talajon volt országos bajnok.
2016-ban egyéni összetettben és felemás korláton országos bajnok, gerendán pedig ezüstérmes volt.

#### Nemzetközi eredmények
Felnőtt Európa-bajnokságon először 2012-ben Brüsszelben vett részt, ahol két bajnoki címet szerzett, egyet a csapattal, egyet pedig talajon, továbbá egy ezüstöt gerendán. A 2013-as moszkvai Európa-bajnokságon is szerzett egy aranyérmet gerendán, továbbá három bronzot egyéni összetettben, talajon és ugrásban. 2014-ben Szófiában két újabb Európa-bajnoki címet hódított el a csapattal, illetve talajon, továbbá ezüstérmes volt gerendán és bronzérmes ugrásban.
Első világbajnoksági szereplésén, 2013-ban Antwerpenben talajon lett bronzérmes. 2014-ben Nanningban egyéni összetettben és talajon volt ezüstérmes. Glasgow-ban, 2015-ben egyéni összetettben bronzérmet szerzett.
Világkupán először 2012-ben New York-ban vett rész, ahol egyéni összetettben szerzett bronzérmet. 2013-ban Dohában és Anadiában is aranyérmes lett gerendán, Dohában egy-egy ezüstérmet is szerzett ugrásban és talajon. Ugyanazon évben Glasgow-ban arany-, Stuttgartban ezüstérmes lett egyéni összetettben. 2014-ben Dohában ugrásban, talajon és gerendán, Stuttgartban és Glasgow-ban egyéni összetettben szerzett aranyérmet.
A 2012. évi nyári olimpiai játékokon Londonban – bár sérülten versenyzett – ugrásban, felemás korláton és gerendán végzett gyakorlataival járult hozzá a román válogatott bronzérmének megszerzéséhez. Egyéniben gerendán negyedik, ugrásban hetedik, felemás korláton tizenharmadik, talajon pedig tizenhatodik helyezést ért el.
Egy 2016 márciusában edzés közben elszenvedett kézsérülést követő műtét miatt nem vehetett részt a 2016. évi nyári olimpiai játékok selejtezőjén.

## Díjak, kitüntetések
2012-ben a Sportolói Nemzeti Érdemrend III. osztályával tüntették ki.